# الساحل البحري
قرية الساحل البحرى هي إحدى القرى التابعة لمركز البرلس في محافظة كفر الشيخ في جمهورية مصر العربية. حسب إحصاءات سنة 2006، بلغ إجمالي السكان في الساحل البحرى 3738 نسمة، منهم 1878 رجل و1860 امرأة.